# Pěnčín (okres Liberec)
Obec Pěnčín (německy Pientschin) se nachází v okrese Liberec v Libereckém kraji, zhruba 6 km západně od města Turnova. Žije zde 714 obyvatel.

## Historie
První zmínka o této obci pochází z roku 1383.
V historii se tu vystřídaly tři rody, a sice páni z Vartenberka, Valdštejnové a knížata Rohanů. Na Valdštejny upomíná zlatý lev umístěný do znaku obce. Zdejší pěstitelské úspěchy a tradice šlechtitelství, jež zapříčinily známost obce v okolí, připomíná červené jablko, které se nachází v dolních pasážích obecního znaku. Sídlil zde nejvyšší purkrabí Jan z Vartenberka, který pečoval o hospodářský rozvoj svěřeného panství a tehdy se zlepšily podmínky života na venkově.
Od roku 1961 pod obec spadá místní část Albrechtice.

### Externí odkazy

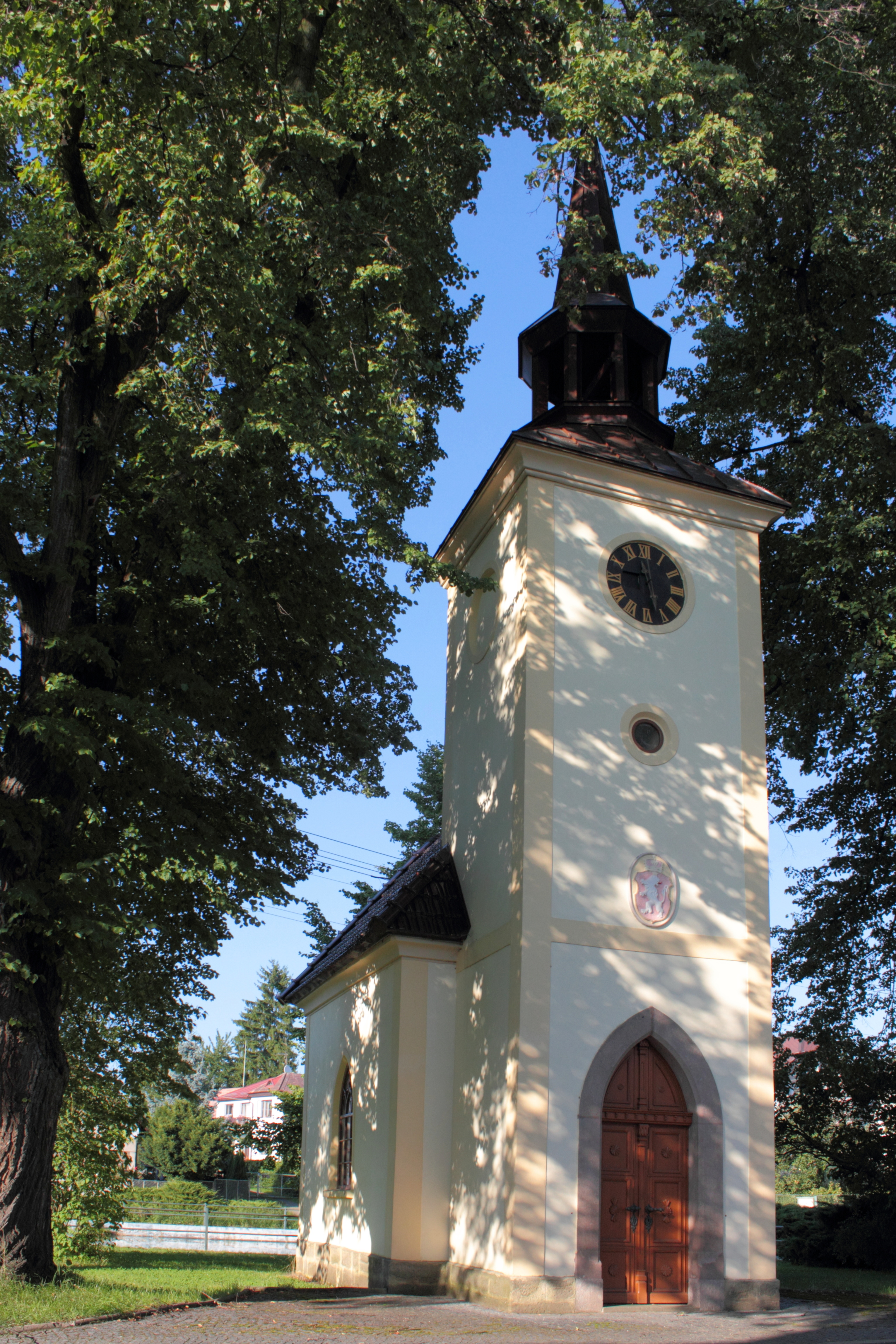
Kaple Povýšení svatého Kříže na návsi

## Části obce
- Pěnčín
- Albrechtice
- Červenice
- Kamení
- Střížovice
- Vitanovice
- Zásada

## Pamětihodnosti
- Krucifix na návsi